# Giannina e Bernardone
Giannina e Bernardone è un dramma giocoso in due atti del compositore Domenico Cimarosa su libretto di Filippo Livigni.
Fu rappresentato per la prima volta nell'autunno del 1781 al Teatro San Samuele di Venezia. Fu in seguito ripreso e rimesso in scena nella stessa città nel 1786 come l'intermezzo Il villano geloso. Giannina e Bernardone ebbe un notevole successo e vi furono numerose rappresentazioni in teatri italiani ed europei (Praga, 1783; Dresda, 1785; Londra e Salisburgo, 1787). Altre riprese si ebbero tra il 1870 e il 1932. A Vienna il ruolo di Giannina fu interpretato con grande successo da Luisa Laschi, la futura creatrice del ruolo della Contessa nelle Nozze di Figaro di Mozart, e l'opera suscitò l'interesse di Haydn e Mysliveček, che scrissero delle arie alternative. In questo lavoro Cimarosa si distingue per la capacità di rappresentare i vari personaggi con «efficacia drammatica e risalto scenico».

## Trama
La giovane Giannina deve sopportare i maltrattamenti del gelosissimo marito, l'anziano e ricco Bernardone, che proprio a causa della sua gelosia viene fatto oggetto di burle. Il capitano Francone insospettisce Bernardone fingendo di corteggiare Giannina, che poi spaventa il marito fingendo di buttarsi in un pozzo. L'opera termina in allegria con il matrimonio tra Francone  e la sua amante Donna Aurora; Bernardone si presenta in scena vestito da cantastorie e riconosce la fedeltà di Giannina.
- Giannina e Bernardone

## Discografia
- 1953 - Sesto Bruscantini (Bernardone), Sena Jurinac (Giannina), Carlo De Antoni (Masino), Graziella Sciutti (Lauretta), Mario Carlin (Il capitano Francone), Mario Borriello (Don Orlando), Disma De Cecco (Donna Aurora) - Direttore: Nino Sanzogno - Orchestra della RAI di Milano - Myto[4]